# Emlékmás (novelláskötet)
Az Emlékmás (Válogatott történetek) az Agave Könyveknél 2016-ban megjelent novelláskötet, mely Philip K. Dick 12 (köztük a címadó) novelláját tartalmazza.

## A kötetben található novellák
- Emlékmás (We Can Remember It for You Wholesale)
- Prominens szerző (Prominent Author)
- Sorsügynökség (Adjustment Team)
- Az utód (Progeny)
- Különvélemény (The Minority Report)
- A Megőrzőgép (Preserving Machine)
- Második változat (Second Variety)[1]
- Szuvenír (Precious Artifact)
- Apáink hite (Faith of Our Fathers)
- Hazárdjáték (A game of unchance)
- A sors kereke (The Turning Wheel)
- Mi az ember? (Human is)

## Filmadaptációk
- Különvélemény (Minority Report)
- Sorsügynökség (The Adjustment Bureau)
- Total Recall – Az emlékmás (Total Recall)
- Az elhagyott bolygó (Screamers)